# 基爾旺根

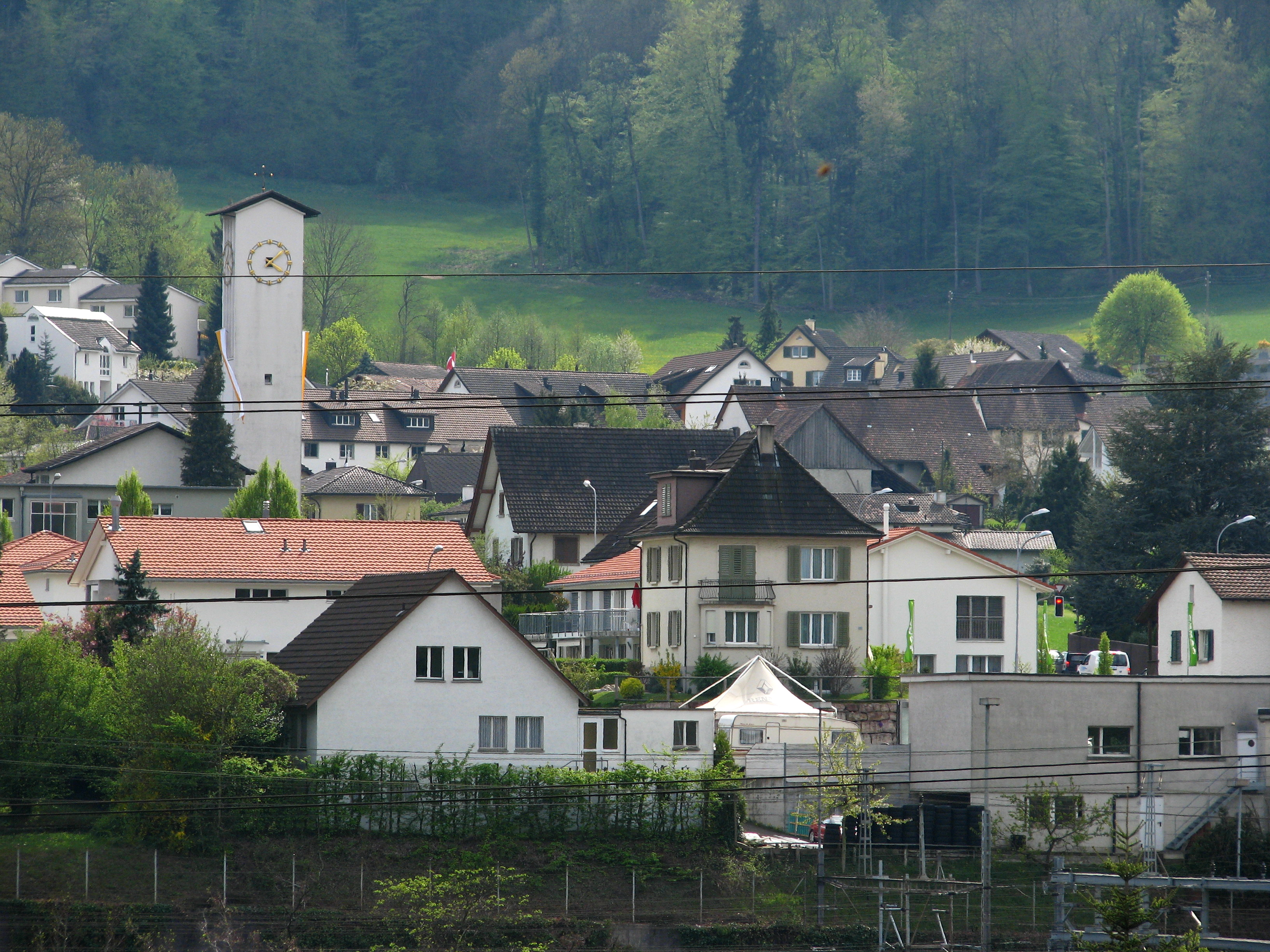

基爾旺根是瑞士的城鎮，位於該國北部，由阿爾高州負責管轄，面積2.43平方公里，海拔高度393米，2012年人口1,878，一半人口信奉羅馬天主教，人口密度每平方公里773人。